# The Pusjkins
The Pusjkins var en svensk rockgrupp, bildad i Linköping 1992 av Maria Bergström (gitarr och sång), Christel Valsinger (tidigare Nordin) (gitarr) och Carolina Carlbom (trummor). Två år senare utökades gruppen med Melinda Rogersten (bas).
Bandet tog sitt namn efter den ryske författaren Aleksandr Pusjkin.
Gruppen skivdebuterade med den sex spår långa Avoiding Ground Loops 1997. Året efter släpptes fullängds-CD:n The Heat, The Fuzz, The Pusjkins, som spelades in i Seattle med Ken Stringfellow från The Posies som producent. Hösten-vintern 1999 spelade de förband till Lars Winnerbäck. Gruppen fick en smärre radio- och ZTV-hit 2000 med låten "Girlfriend" från skivan Brand New Morning.
2001 fick deras skivbolag Roadrunner Arcade fick ekonomiska problem. Den del av bolaget som The Pusjkins tillhörde såldes till EMG, som dock bröt kontraktet med gruppen. I samband med detta hoppade Melinda Rogersten av. I februari 2002 var gruppen förband till Bryan Adams på tre Nordenspelningar, och 2003 släppte de singeln "Being Me With You".

## Diskografi
- Avoiding Ground Loops (1997)
- The Heat, The Fuzz, The Pusjkins (1998)
- Brand New Morning (2000)
- "Being Me With You" (singel, 2003)